# Minley
Minley – wieś w Anglii, w hrabstwie Hampshire, w dystrykcie Hart. Leży 47 km na północny wschód od miasta Winchester i 55 km na południowy zachód od Londynu.